# Campionati europei di canoa/kayak sprint 2016
I Campionati europei di canoa/kayak sprint 2016 sono stati la 28ª edizione della manifestazione. Si sono svolti a Mosca, in Russia, dal 24 al 26 giugno 2016.

## Medagliere
| Pos.   | Paese       | Oro | Argento | Bronzo | Totale |
| ------ | ----------- | --- | ------- | ------ | ------ |
| 1      | Ungheria    | 5   | 5       | 4      | 14     |
| 2      | Russia      | 5   | 4       | 3      | 12     |
| 3      | Germania    | 4   | 4       | 3      | 11     |
| 4      | Bielorussia | 3   | 2       | 5      | 10     |
| 5      | Serbia      | 3   | 0       | 1      | 4      |
| 6      | Slovacchia  | 2   | 1       | 1      | 4      |
| 7      | Portogallo  | 2   | 0       | 0      | 2      |
| 8      | Regno Unito | 1   | 1       | 0      | 2      |
| 9      | Rep. Ceca   | 1   | 0       | 1      | 2      |
| 10     | Turchia     | 1   | 0       | 0      | 1      |
| 11     | Danimarca   | 0   | 3       | 1      | 4      |
| 12     | Romania     | 0   | 1       | 3      | 4      |
| 13     | Spagna      | 0   | 1       | 2      | 3      |
| 14     | Lituania    | 0   | 1       | 1      | 2      |
| 14     | Moldavia    | 0   | 1       | 1      | 2      |
| 14     | Ucraina     | 0   | 1       | 1      | 2      |
| 17     | Bulgaria    | 0   | 1       | 0      | 1      |
| 17     | Svezia      | 0   | 1       | 0      | 1      |
| 19     | Polonia     | 0   | 0       | 2      | 2      |
| 20     | Lettonia    | 0   | 0       | 1      | 1      |
| Totale | Totale      | 27  | 27      | 29     | 83     |

## Podi

### Uomini
| Evento    | Oro                                                                              | Tempo     | Argento                                                                   | Tempo     | Bronzo | Tempo     |
| Canoa     |                                                                                  |           |                                                                           |           | |           |
| C1 200 m  | Andrey Kraitor                                                                   | 39"080    | Henrikas Žustautas                                                        | 39"432    | Artsem Kozyr | 39"440    |
| C1 500 m  | Martin Fuksa                                                                     | 1'48"520  | Mikhail Pavlov                                                            | 1'50"548  | Oleg Tarnovschi | 1'50"832  |
| C1 1000 m | Sebastian Brendel                                                                | 3'51"248  | Serghei Tarnovschi                                                        | 3'52"164  | Martin Fuksa | 3'52"688  |
| C1 5000 m | Tamás Kiss                                                                       | 22'15"350 | Ronald Verch                                                              | 22'19"180 | Mateusz Kamiński | 22'48"500 |
| C2 200 m  | Bielorussia Hleb Saladukha Aliaksandr Vauchetski                                 | 36"996    | Germania Stefan Kiraj Stefan Holtz                                        | 37"216    | Russia Alexander Kovalenko Andrey Kraitor                                                                                                  | 37"464    |
| C2 500 m  | Russia Viktor Melantyev Ivan Štyl'                                               | 1'41"216  | Romania Josif Chirilă Victor Mihalachi                                    | 1'42"796  | Ucraina Vitaliy Verheles Denys Kamerylov                                                                                                   | 1'43"520  |
| C2 1000 m | Russia Alexey Korovashkov Ilya Pervukhin                                         | 3'37"804  | Bielorussia Andrei Bahdanovich Aliaksandr Bahdanovich                     | 3'40"212  | Ungheria Henrik Vasbányai Róbert Mike | 3'40"532  |
| C4 1000 m | Russia Kirill Shamshurin Viktor Melantyev Rasul Ishmukhamedov Vladislav Chebotar | 3'25"044  | Ucraina Denys Kovalenko Vitaliy Verheles Denys Kamerylov Eduard Shemetylo | 3'26"736  | Romania Josif Chirilă Adi-Aurelian Grozuta Petre Condrat Simion Cosmin                                                                     | 3'26"884  |
| Kayak     |                                                                                  |           |                                                                           |           | |           |
| K1 200 m  | Liam Heath                                                                       | 34"412    | Petter Menning                                                            | 34"872    | Aleksejs Rumjancevs Ignas Navakauskas | 35"072    |
| K1 500 m  | Tom Liebscher                                                                    | 1'37"684  | René Holten Poulsen                                                       | 1'39"184  | Bence Nádas | 1'39"192  |
| K1 1000 m | Fernando Pimenta                                                                 | 3'29"040  | René Holten Poulsen                                                       | 3'32"296  | Bálint Kopasz | 3'32"656  |
| K1 5000 m | Fernando Pimenta                                                                 | 20'09"690 | René Holten Poulsen                                                       | 20'11"870 | Aleh Yurenia | 20'12"420 |
| K2 200 m  | Serbia Nebojša Grujić Marko Novaković                                            | 31"284    | Ungheria Bence Horváth Máte Szomolányi                                    | 31"332    | Germania Ronald Rauhe Tom Liebscher | 31"384    |
| K2 500 m  | Slovacchia Martin Jankovec Gabor Jakubik                                         | 1'29"712  | Spagna Gabriel Campo Ruben Millan                                         | 1'29"984  | Bielorussia Vitaliy Bialko Raman Piatrushenka                                                                                              | 1'30"816  |
| K2 1000 m | Germania Max Hoff Marcus Groß                                                    | 3'12"732  | Ungheria Tibor Hufnágel Bence Dombvári                                    | 3'13"008  | Serbia Marko Tomićević Milenko Zorić | 3'13"832  |
| K4 500 m  | Ungheria Bence Nádas Péter Molnár Sándor Tótka Tamás Somorácz                    | 1'19"760  | Slovacchia Denis Myšák Juraj Tarr Tibor Linka Erik Vlček                  | 1'20"560  | Spagna Francisco Cubelos Albert Marti Roi Rodriguez Diego Cosgaya Russia Artem Kuzakhmetov Oleg Gusev Aleksandr Sergeev Vladislav Blintcov | 1'21"228  |
| K4 1000 m | Slovacchia Denis Myšák Juraj Tarr Tibor Linka Erik Vlček                         | 2'51"640  | Russia Kirill Lyapunov Roman Anoškin Vasily Pogreban Oleg Zhestkov        | 2'52"156  | Polonia Martin Brzezinski Rafal Rosolski Bartosz Stabno Norbert Kuczynski                                                                  | 2'53"440  |

### Donne
| Evento    | Oro                                                                       | Tempo     | Argento                                                                            | Tempo     | Bronzo                                                                  | Tempo     |
| Canoa     |                                                                           |           |                                                                                    |           |                                                                         |           |
| C1 200 m  | Olesia Romasenko                                                          | 47"616    | Staniliya Stamenova                                                                | 48"712    | Paula Postaru                                                           | 49"116    |
| C2 500 m  | Bielorussia Nadzeya Makarchanka Alena Nazdrova                            | 2'02"672  | Russia Irina Andreeva Olesia Romasenko                                             | 2'03"752  | Ungheria Virág Balla Kincső Takács                                      | 2'04"816  |
| Kayak     |                                                                           |           |                                                                                    |           |                                                                         |           |
| K1 200 m  | Lasma Liepa                                                               | 40"792    | Jess Walker                                                                        | 40"940    | Ivana Kmetova                                                           | 41"000    |
| K1 500 m  | Danuta Kozák                                                              | 1'48"600  | Franziska Weber                                                                    | 1'49"324  | Emma Jørgensen                                                          | 1'49"576  |
| K1 1000 m | Kristina Bedec                                                            | 4'00"840  | Tamara Takács                                                                      | 4'00"988  | Conny Wassmuth                                                          | 4'03"128  |
| K1 5000 m | Maryna Litvinchuk                                                         | 22'23"450 | Dóra Bodonyi                                                                       | 22'24"550 | Yuliana Salakhova                                                       | 22'25"750 |
| K2 200 m  | Germania Franziska Weber Tina Dietze                                      | 37"548    | Russia Elena Terechova Anastasia Nevskaya                                          | 38"296    | Bielorussia Marharyta Makhneva Maryna Litvinchuk                        | 38"448    |
| K2 500 m  | Ungheria Gabriella Szabó Danuta Kozák                                     | 1'41"316  | Germania Sabrina Hering Steffi Kriegerstein                                        | 1'42"556  | Bielorussia Nadzeya Liapeshka Maryna Litvinchuk                         | 1'43"564  |
| K2 1000 m | Serbia Milica Starović Dalma Ružičić-Benedek                              | 3'38"564  | Ungheria Tamara Takács Erika Medveczky                                             | 3'40"444  | Romania Ciuta Florida Iulia Taran                                       | 3'43"840  |
| K4 500 m  | Ungheria Gabriella Szabó Tamara Csipes Danuta Kozák Krisztina Fazekas-Zur | 1'30"940  | Bielorussia Marharyta Makhneva Volha Khudzenka Nadzeya Liapeshka Maryna Litvinchuk | 1'31"380  | Germania Franziska Weber Steffi Kriegerstein Sabrina Hering Tina Dietze | 1'32"280  |